# Leioproctus dentatus
Leioproctus dentatus là một loài Hymenoptera trong họ Colletidae. Loài này được Rayment mô tả khoa học năm 1931.